# Шейнфинкель, Моисей Эльевич
Моисей Эльевич Шейнфинкель (варианты отчества — Ильич и Исаевич, нем. Moses Schönfinkel; 4 сентября 1889, Екатеринослав, Российская Империя — РСФСР 1942, Москва) — русский и советский логик и математик, известный как изобретатель комбинаторной логики.

## Жизнь
Моисей Шейнфинкель родился в Екатеринославе в семье купца первой гильдии Ильи Гиршевича Шейнфинкеля, который 22 февраля 1894 года вместе с другим екатеринославским купцом Ароном Герцевичем Лурье основал торговый дом «Лурье и Шейнфинкель», занимавшийся бакалейной торговлей.
Учился в Новороссийском университете в Одессе, изучая математику под руководством Самуила Осиповича Шатуновского (1859—1929), работавшего в области геометрии и оснований математики. С 1914 по 1924 стажировался в Гёттингенском университете под руководством Давида Гильберта. 7 декабря 1920 года он, выступая перед коллегами, изложил концепцию комбинаторной логики. Его доклад, опубликованный в 1924 году в обработке Генриха Бемана (нем. Heinrich Behmann), положил начало исследованиям Карри и Чёрча в области оснований математики. Покинув Гёттинген, в середине 1920-х годов Шейнфинкель перебрался в Москву, но заниматься научной деятельностью так, как раньше, уже не мог.

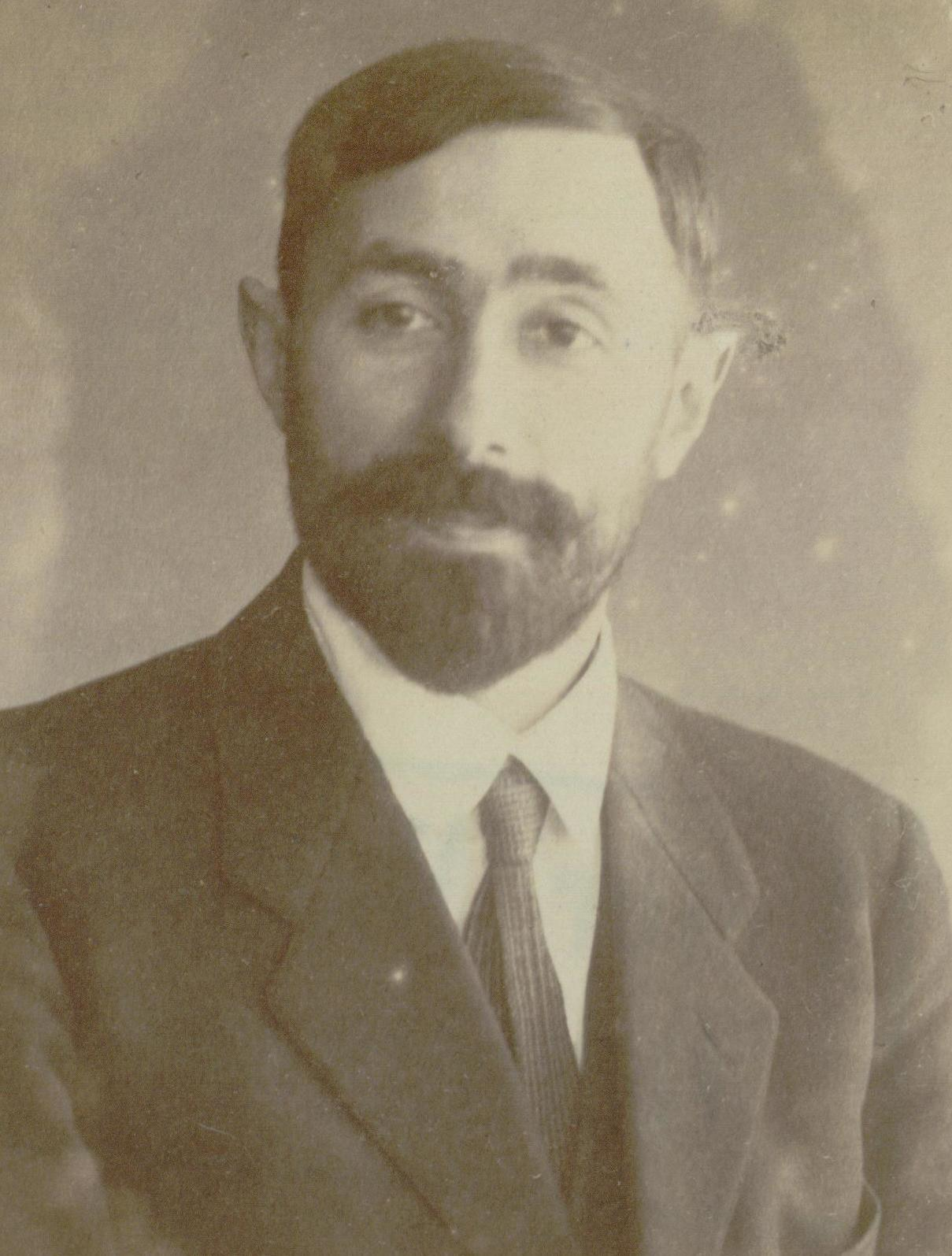
Шенфинкель в 1922 году

В 1927 году он был признан психически больным и помещён в психиатрическую лечебницу. Информации о том, чем именно болел учёный, и почему развилось заболевание, не сохранилось. Его последующая жизнь прошла в нищете, и он умер в Москве, приблизительно в 1942 году (точная дата его смерти не известна). Его рабочие бумаги были пущены соседями на растопку.
В 1929 году была опубликована ещё одна работа Шейнфинкеля, подготовленная к печати Паулем Бернайсом. В ней Шейнфинкель предложил вариант решения проблемы разрешения для некоторых частных случаев формул узкого исчисления предикатов; впервые указал систему аксиом, достаточную для вывода всех тождественно истинных импликативных формул, известную как класс Бернайса — Шейнфинкеля (англ. Bernays–Schönfinkel class).

## Труды

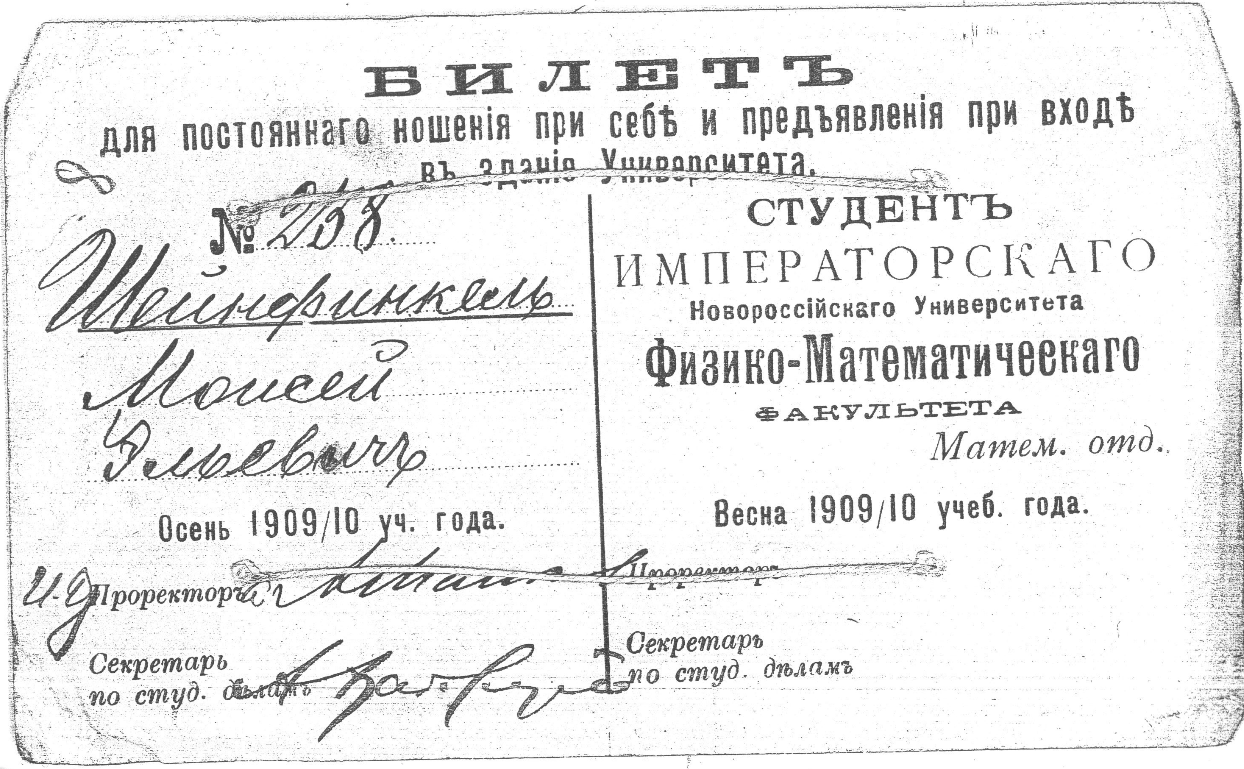
Студенческий билет М. Э. Шейнфинкеля 1910 г.

Шейнфинкелем разработана формальная система, позволяющая избегать использования связанных переменных. Его система была по существу эквивалентна комбинаторной логике, основанной на комбинаторах B, C, I, K и S. Шейнфинкелю удалось показать, что система может быть сокращена лишь до K и S, и изложить доказательство того, что такой вариант системы так же полон, как и логика предикатов.
Его работа также показала, что функции двух или более аргументов может быть заменена функцией принимающий лишь один аргумент. Механизм такой замены упрощает работу как в терминах комбинаторной логики, так и лямбда-исчисления и позднее назван каррированием, в честь Хаскелла Карри.

## Публикации
- «Über die Bausteine der mathematischen Logik», Mathematische Annalen 92, pp. 305—316, 1924. Stefan Bauer-Mengelberg перевёл эту статью как «On the building blocks of mathematical logic» в Jean van Heijenoort, 1967. A Source Book in Mathematical Logic, 1879—1931. Кембридж: Harvard University Press, pp. 355—366.
- «Zum Entscheidungsproblem der mathematischen Logik» (с Паулем Бернайсом), Mathematische Annalen 99: 342—372, 1929.